# Das RAF-Phantom
Das RAF-Phantom – Wozu Politik und Wirtschaft Terroristen brauchen ist ein 1992 bei Droemer Knaur erschienenes Buch über die dritte Generation der Roten Armee Fraktion (RAF). Die Verfasser Gerhard Wisnewski, Wolfgang Landgraeber und Ekkehard Sieker bestreiten die Existenz der RAF ab Mitte der 1980er Jahre und behaupten, die Terroranschläge ab 1985, zu denen sich die RAF bekannt hat und die ihr von der zeithistorischen Forschung zugerechnet werden, seien Aktionen westlicher Geheimdienste unter falscher Flagge. Die Hypothese gilt als widerlegte Spekulation und Verschwörungstheorie.

## Hintergrund
Die Entstehung des Buches ist vor dem Hintergrund der völligen Spurenlosigkeit zu sehen, mit der die RAF in ihrer dritten Generation lange Zeit agierte. So bezweifelten in den 1980er Jahren einige Wissenschaftler und Journalisten die fortdauernde Existenz der RAF; die Süddeutsche Zeitung schrieb einmal von einer „Geisterarmee“.
Der Mord der RAF an Alfred Herrhausen am 30. November 1989 war der Ausgangspunkt des Buches. Wisnewski, Landgraeber und Sieker erstellten 1992 einen Beitrag für das WDR-Fernsehmagazin Monitor, in dem der Kronzeuge der Bundesanwaltschaft, Siegfried Nonne, seine Aussage widerrief, mit der er mehrere mutmaßliche RAF-Mitglieder im Fall Herrhausen belastet hatte. Die Journalisten setzten ihre Recherchen in diesem Mordfall fort; sie sammelten Zeugenaussagen und amtliche Ermittlungsergebnisse und stießen darin ihrer Meinung nach auf starke Unstimmigkeiten. Sie unternahmen daraufhin weitere Recherchen über frühere Morde der RAF und sahen dabei ähnliche Unstimmigkeiten wie im Fall Herrhausen. Weil sie offenbar Zugang zu geheimen Behördenunterlagen gehabt hatten, wurden sie in der Folge das Ziel staatsanwaltschaftlicher Ermittlungen und Hausdurchsuchungen.

## Inhalt
Die Thesen der Autoren lassen sich wie folgt zusammenfassen:
- Die Mitglieder der ersten und zweiten Generation der RAF hatten z. B. bei Banküberfällen und Konfrontationen mit der Polizei deutliche Spuren hinterlassen, die jeweils nach spätestens wenigen Jahren zu ihrer Verhaftung führten. Dabei waren sie zuvor meist längere Zeit von den Behörden observiert worden. Laut den Autoren haben die Mitglieder der dritten Generation dagegen praktisch keine Spuren hinterlassen und nach Angaben der Behörden über mehrere Jahre quasi als Phantome innerhalb der Gesellschaft gelebt, wobei die Ermittler lange Zeit fast völlig im Dunkeln tappten. Dies sei eine auffallende Diskrepanz, zumal der Ermittlungsapparat im Laufe des Kampfs gegen die RAF immer effektiver geworden sei.
- Es wurden kaum Mitglieder der dritten Generation der RAF lebend gefasst. Zwei Terroristen starben bei Verhaftungsversuchen, Wolfgang Grams und Horst Ludwig Meyer. Konkrete Tatvorwürfe gegen lebend gefasste Verdächtige erwiesen sich später zum Teil als nicht haltbar und wurden fallengelassen, zum Beispiel in den Fällen Andrea Klump und Christoph Seidler. Dies steht laut den Autoren in auffallend starkem Gegensatz zur Geschichte der vorigen Generationen der RAF, deren Mitglieder jeweils zum größten Teil verhaftet und nach aufwändigen Verfahren zu langjährigen Freiheitsstrafen verurteilt wurden. Dagegen sei nur ein Mitglied der dritten Generation für der RAF zugeschriebene Morde verurteilt worden, Birgit Hogefeld – eine Behauptung, die nicht zutrifft, siehe die Verhaftung, Prozesse und Haft Eva Haules. Das Urteil in Hogefelds Fall basiert auf einer Reihe von Indizienbeweisen, zum Beispiel einem Schriftgutachten, die die Autoren des RAF-Phantoms für fragwürdig halten.
- Im Gegensatz zu den früheren RAF-Terroristen habe die dritte Generation praktisch keine verwertbaren Spuren an den Tatorten hinterlassen. Diese Behauptung ist durch später technisch möglich gewordene kriminalistische Verfahren nicht mehr haltbar, siehe etwa die DNA-Analyse im Fall Rohwedder. Die einzigen Indizien für die Täterschaft der RAF sind laut den Autoren des RAF-Phantoms die Bekennerschreiben. Ihrer Ansicht nach weisen diese Schreiben keine Merkmale auf, die nicht auch eine beliebige dritte Person hätte produzieren können und die sie als authentisch identifizierten. Vielmehr weisen angeblich mehrere Indizien in den Schreiben auf eine Fabrikation durch Dritte hin. Zudem sei die Echtheit der Bekennerschreiben von den Behörden jeweils in auffallend kurzer Zeit bestätigt worden, ohne dass vorher kriminaltechnische Untersuchungen durchgeführt worden wären.
- Die Ermittlungsergebnisse in den Mordfällen seien von so vielen Ungereimtheiten geprägt, dass dies auf zielgerichtete Manipulation von dritter Seite schließen lasse.
- Die Anschläge der dritten Generation hätten darüber hinaus eine sehr hohe Präzision und aufwändige Planung erfordert, die die Fähigkeiten der Terrorgruppe überstiegen haben soll.
- Die meisten Mordopfer hätten berufliche Hintergründe gehabt, die eine Ermordung durch Dritte plausibel erscheinen ließen. Laut den Autoren seien diese vermeintlichen Motive in mehreren der Mordfälle ähnlich und deuteten angeblich auf ausländische Geheimdienste als eigentliche Täter. Dabei behaupten sie eine Verantwortung der CIA.

## Rezeption
Der Journalist Ivo Bozic erklärte 2002, das Buch sei „sofort zum Bestseller“ geworden und werde „bis heute oft zitiert“. Die Autoren hätten „viel Beifall“ erhalten, „gerade auch unter Linken“; das Buch sei „von manchen als ‚Standardwerk‘ über die RAF verklärt“ worden. Gemäß Michael Schmidt-Salomon erreichte das Buch in Teilen der linken Szene „Kultstatus“, was er damit erklärt, dass sich die RAF immer stärker von dieser Szene abgekoppelt habe und die Aktionen ihrer dritten Generation auf Unverständnis gestoßen seien.

### RAF
Die aktuellen sowie ehemalige Mitglieder der RAF wandten sich öffentlich gegen die Thesen. Die aktive Kommandoebene schrieb in einer Erklärung vom 29. November 1996, die Phantomthese stamme von „mit Falschinformationen gefütterten“ Journalisten. Als der Journalist und RAF-Experte Gerd Rosenkranz die inzwischen inhaftierte RAF-Führungsfigur Birgit Hogefeld in einem Spiegel-Interview 1997 darauf ansprach, ob das Buch in RAF-nahen Kreisen ernsthaft diskutiert worden sei, meinte sie:
„Im RAF-Umfeld nicht. In den linksradikalen Zusammenhängen, die ich kenne, hatte dieser Unsinn nie eine Bedeutung. Aber natürlich hing die Tatsache, daß das überhaupt jemand ernst nahm, damit zusammen, daß die RAF in den achtziger Jahren von der legalen Linken sehr isoliert war. So wurde das auch diskutiert: als Ergebnis eigener Fehler.“

### Experten
Der Regensburger Politikwissenschaftler und Experte zur dritten RAF-Generation, Alexander Straßner, ordnet die Aussagen des Buchs als Verschwörungstheorie ein, „deren Absurdität mittlerweile unbestritten ist“, nämlich seit dem GSG-9-Einsatz in Bad Kleinen, bei dem Birgit Hogefeld als RAF-Mitglied verhaftet wurde. Der Extremismusforscher Eckhard Jesse nennt die Thesen des Buches „bizarre Verschwörungstheorien“, die in „Jargon“ verfasst seien, der Medienwissenschaftler Andreas Dörner sieht eine „doch recht abenteuerlich anmutende Verschwörungstheorie“. Der als Fernsehjournalist zum Terrorismus arbeitende Rainer Fromm bezeichnet das Buch als „Machwerk“, das auf den „Mumpitz der LaRouche-Gruppe“ eingehe. Gerd Rosenkranz monierte in seiner taz-Rezension 1993 eine Reihe faktischer Fehler: Tatsachen würden verdreht und einseitig präsentiert, damit sie zur These der Verfasser passen. Er kam zu einem äußerst negativen Gesamturteil. Der Mitherausgeber der Zeitung Jungle World, Ivo Bozic, hielt die Phantom-These 2001 für „[a]n den Haaren herbeigezogen“; sie entbehre „jeder Grundlage“. Die Autoren hätten „ihre hanebüchenen Thesen“ „niemals beweisen“ können; die Phantom-Idee „wurde dutzendfach widerlegt. Die Überzeugung der Autoren jedoch konnte nicht erschüttert werden.“ Das Buch, das Bozic als „Verschwörungsklassiker“ bezeichnet, sei „völlig abstrus und für die historische Bewertung des »bewaffneten Kampfes« verheerend“. Die Zeithistorikerin Petra Terhoeven resümierte 2017, für die Annahme, es handle sich bei der dritten RAF-Generation um ein „Phantom“, gebe es keinen Anlass, auch wenn das Verhalten der Sicherheitsbehörden den Verschwörungstheoretikern in die Hände gespielt habe.

### Film
Auf der Grundlage des Buchs entstand im Jahr 2000 der preisgekrönte Politthriller Das Phantom.

## Ausgabe
Das Buch erschien zuerst 1992 und 1997 in einer überarbeiteten zweiten Auflage. 2008 erschien eine wesentlich erweiterte, vollständig aktualisierte und überarbeitete Neuauflage.
- Gerhard Wisnewski, Wolfgang Landgraeber, Ekkehard Sieker: Das RAF-Phantom. Wozu Politik und Wirtschaft Terroristen brauchen. Droemer Knaur, München, 2. Auflage, Februar 1997, ISBN 3-426-80010-1 (Inhaltsverzeichnis und Leseprobe).
- Gerhard Wisnewski, Wolfgang Landgraeber, Ekkehard Sieker: Das RAF-Phantom. Neue Ermittlungen in Sachen Terror. Droemer Knaur, München 2008, ISBN 978-3-426-78135-7.